# Lamar Hunt US Open Cup
De Lamar Hunt US Open Cup is de Amerikaanse voetbalbeker waaraan alle eerste elftallen van de clubs die lid zijn van de United States Soccer Federation (USSF), van amateurclubs tot en met alle profclubs uit de Major League Soccer (MLS), kunnen deelnemen.
De competitie stamt uit 1914, toen hij werd opgericht onder de naam National Challenge Cup. In 1999 kreeg de competitie de naam Lamar Hunt U.S. Open Cup, hiermee werd de persoon Lamar Hunt geëerd. De winnaars van de Open Cup krijgen de Dewar Cup, geschonken door Sir Thomas Dewar ter promotie van het voetbal in Amerika in 1914. Men gebruikte de trofee tot en met 1979, maar is nu permanent te zien in de National Soccer Hall of Fame in Oneonta, New York.
De National Challenge Cup was de eerste echte nationale beker in de Verenigde Staten. Eerdere pogingen een nationale beker op te zetten mislukten, vooral vanwege de lange reisafstanden, en stopten of verwerden tot regionale bekers.
De eerste professionele club die de beker won in het "nieuwe tijdperk" (vanaf 1995), waren de Richmond Kickers, uitkomend in de USISL (nu de USL First Division), in 1995, één jaar voor de start van de nieuw opgerichte MLS. In 1996 was DC United de eerste MLS-club, die de beker won. Sinds de oprichting van de MLS in 1996 werd de beker gewonnen door clubs uit de MLS, uitgezonderd in 1999. De Rochester Raging Rhinos, destijds uitkomend in de tweede divisie A-leage (nu de USL First Division), waren de verrassende winnaars, nadat ze in de finale met 2-0 wonnen van de Colorado Rapids, nadat ze in voorgaande rondes al drie MLS-clubs versloegen.

## Finales
| Seizoen | Datum               | Winnaar                              | Uitslag            | Verliezer                             | Stadion                                            | Toe.          |      |        |                     |       |                 |                             |        |
| ------- | ------------------- | ------------------------------------ | ------------------ | ------------------------------------- | -------------------------------------------------- | ------------- | ---- | ------ | ------------------- | ----- | --------------- | --------------------------- | ------ |
| Seizoen | Datum               | Winnaar                              | Uitslag            | Verliezer                             | Stadion                                            | Toe.          | 1914 | 16 mei | Brooklyn Field Club | 2 – 1 | Brooklyn Celtic | Coates Field, Pawtucket, RI | 10.000 |
| 1915    | 3 mei               | Bethlehem Steel                      | 3 – 1              | Brooklyn Celtic                       | Taylor Field, Bethlehem, PA                        | 7.500         |      |        |                     |       |                 |                             |        |
| 1916    | 6 mei               | Bethlehem Steel (2)                  | 1 – 0              | Fall River Rovers                     | Coates Field, Pawtucket, RI                        | 10.000        |      |        |                     |       |                 |                             |        |
| 1917    | 5 mei               | Fall River Rovers                    | 0 – 0              | Bethlehem Steel                       | Coates Field, Pawtucket, RI                        | 7.000         |      |        |                     |       |                 |                             |        |
| 1918    | 4, 19 mei           | Bethlehem Steel (3)                  | 5 – 2              | Fall River Rovers                     |                                                    |               |      |        |                     |       |                 |                             |        |
| 1919    | 19 april            | Bethlehem Steel (4)                  | 2 – 0              | Paterson                              | Athletic Field, Fall River, MA                     | 10.000        |      |        |                     |       |                 |                             |        |
| 1920    | 9 mei               | Ben Millers                          | 2 – 1              | Fore River                            | Handlan's Park, St. Louis, MO                      | 12.000        |      |        |                     |       |                 |                             |        |
| 1921    | 19 april            | Brooklyn Robins Dry Dock             | 4 – 2              | Scullin Steel                         | Athletic Field, Fall River, MA                     | 8.000         |      |        |                     |       |                 |                             |        |
| 1922    | 19 maart            | Scullin Steel                        | 3 – 2              | Todd Shipyards                        | High School Field, St. Louis, MO                   | 8.568         |      |        |                     |       |                 |                             |        |
| 1923    | 1 april             | Paterson                             | 2 – 2              | Scullin Steel                         | Federal Park, Harrison, NJ                         | 15.000        |      |        |                     |       |                 |                             |        |
| 1924    | 30 maart            | Fall River                           | 4 – 2              | Vesper Buick                          | High School Field, St. Louis, MO                   | 14.000        |      |        |                     |       |                 |                             |        |
| 1925    | 19 april            | Shawsheen Indians                    | 3 – 0              | Chicago Canadian Club                 | Mark's Stadium, North Tiverton, RI                 | 2.500         |      |        |                     |       |                 |                             |        |
| 1926    | 11 april            | Bethlehem Steel (5)                  | 7 – 2              | Ben Millers                           | Ebbets Field, Brooklyn, NY                         | 17.000        |      |        |                     |       |                 |                             |        |
| 1927    | 1 mei               | Fall River (2)                       | 7 – 0              | Holley Carburetor                     | University of Detroit Stadium, Detroit, MI         | 10.000        |      |        |                     |       |                 |                             |        |
| 1928    | 8, 15 april         | New York Nationals                   | 4 – 1              | Chicago Bricklayers                   |                                                    |               |      |        |                     |       |                 |                             |        |
| 1929    | 31 maart, 7 april   | New York Hakoah                      | 5 – 0              | St. Louis Madison Kennel              |                                                    |               |      |        |                     |       |                 |                             |        |
| 1930    | 30 maart, 6 april   | Fall River (3)                       | 9 – 3              | Cleveland Bruell Insurance            |                                                    |               |      |        |                     |       |                 |                             |        |
| 1931    | 5, 12, 19 april     | Fall River (4)                       | 9 – 3              | Chicago Bricklayers                   |                                                    |               |      |        |                     |       |                 |                             |        |
| 1932    | 27 maart, 3 april   | New Bedford Whalers                  | 8 – 5              | Stix, Baer and Fuller                 |                                                    |               |      |        |                     |       |                 |                             |        |
| 1933    | 16, 23 april        | Stix, Baer and Fuller (2)            | 3 – 1              | New York Americans                    |                                                    |               |      |        |                     |       |                 |                             |        |
| 1934    | 1, 8, 16 april      | Stix, Baer and Fuller                | 11 – 5             | Pawtucket Rangers                     |                                                    |               |      |        |                     |       |                 |                             |        |
| 1935    | 28 april, 5, 12 mei | Central Breweries                    | 7 – 6              | Pawtucket Rangers                     |                                                    |               |      |        |                     |       |                 |                             |        |
| 1936    | 26 april, 3 mei     | Philadelphia German-Americans        | 5 – 2              | St. Louis Shamrocks                   |                                                    |               |      |        |                     |       |                 |                             |        |
| 1937    | 11, 18 april        | New York Americans                   | 4 – 3              | St. Louis Shamrocks                   |                                                    |               |      |        |                     |       |                 |                             |        |
| 1938    | 17, 24 april        | Chicago Sparta                       | 6 – 2              | Brooklyn St. Mary's Celtic            |                                                    |               |      |        |                     |       |                 |                             |        |
| 1939    | 30 april, 7 mei     | Brooklyn St. Mary's Celtic           | 5 – 1              | Manhattan Beer                        |                                                    |               |      |        |                     |       |                 |                             |        |
| 1940    | 13, 15 april        | Baltimore                            | 4 – 3              | Brookhattan                           |                                                    |               |      |        |                     |       |                 |                             |        |
| 1940    | 7, 14 april         | Chicago Sparta (2)                   | 3 – 2 (n.v.)       | Morgan                                |                                                    |               |      |        |                     |       |                 |                             |        |
| 1941    |                     | Pawtucket                            | –                  | Detroit Chrysler                      |                                                    |               |      |        |                     |       |                 |                             |        |
| 1942    |                     | Gallatin                             | –                  | Pawtucket Rangers                     |                                                    |               |      |        |                     |       |                 |                             |        |
| 1943    |                     | Brooklyn Hispano                     | –                  | Morgan Strasser                       |                                                    |               |      |        |                     |       |                 |                             |        |
| 1944    |                     | Brooklyn Hispano (2)                 | –                  | Morgan Strasser                       |                                                    |               |      |        |                     |       |                 |                             |        |
| 1945    |                     | Brookhattan                          | –                  | Cleveland Americans                   |                                                    |               |      |        |                     |       |                 |                             |        |
| 1946    |                     | Chicago Viking                       | –                  | Ponta Delgada                         |                                                    |               |      |        |                     |       |                 |                             |        |
| 1947    |                     | Ponta Delgada                        | –                  | Chicago Sparta                        |                                                    |               |      |        |                     |       |                 |                             |        |
| 1948    | 17 oktober          | St. Louis Simpkins-Ford              | 3 – 2              | Brookhattan                           | Sportsman's Park, St. Louis, MO                    | 2.226         |      |        |                     |       |                 |                             |        |
| 1949    | 15, 29 mei          | Morgan                               | 4 – 3              | Philadelphia Nationals                |                                                    |               |      |        |                     |       |                 |                             |        |
| 1950    |                     | St. Louis Simpkins-Ford (2)          | 3 – 1              | Ponta Delgada                         |                                                    |               |      |        |                     |       |                 |                             |        |
| 1951    |                     | German Hungarian                     | –                  | Heidelberg                            |                                                    |               |      |        |                     |       |                 |                             |        |
| 1952    |                     | Harmarville Hurricanes               | –                  | Philadelphia Nationals                |                                                    |               |      |        |                     |       |                 |                             |        |
| 1953    |                     | Falcons                              | –                  | Harmarville Hurricanes                |                                                    |               |      |        |                     |       |                 |                             |        |
| 1954    |                     | New York Americans (2)               | –                  | St. Louis Kutis                       |                                                    |               |      |        |                     |       |                 |                             |        |
| 1955    |                     | Eintracht New York                   | –                  | Los Angeles Danes                     |                                                    |               |      |        |                     |       |                 |                             |        |
| 1956    |                     | Harmarville Hurricanes (2)           | 3 – 2              | Chicago Schwabens                     |                                                    |               |      |        |                     |       |                 |                             |        |
| 1957    |                     | St. Louis Kutis                      | –                  | New York Hakoah                       |                                                    |               |      |        |                     |       |                 |                             |        |
| 1958    | 8 juni              | Los Angeles Kickers                  | 2 – 1 (n.v.)       | Baltimore Pompei                      | Kirk Avenue Stadium, Baltimore, MD                 | 4.500         |      |        |                     |       |                 |                             |        |
| 1959    | 8 juni              | McIlvaine Canvasbacks                | 4 – 3              | Fall River                            | Rancho La Cienega Stadium, Los Angeles, CA         | 3.800         |      |        |                     |       |                 |                             |        |
| 1960    | 29 mei              | Philadelphia Ukrainian Nationals     | 5 – 3 (n.v.)       | Los Angeles Kickers                   | Edison Field, Philadelphia, PA                     | 5.500         |      |        |                     |       |                 |                             |        |
| 1961    | 11, 24 juni         | Philadelphia Ukrainian Nationals (2) | 7 – 4              | Los Angeles Scots                     |                                                    |               |      |        |                     |       |                 |                             |        |
| 1962    | 17 juni             | New York Hungaria                    | 3 – 0              | San Francisco Scots                   | Eintracht Oval, Astoria, NY                        | 2.500         |      |        |                     |       |                 |                             |        |
| 1963    | 2 juni              | Philadelphia Ukrainian Nationals (3) | 1 – 0 (n.v.)       | Los Angeles Armenians                 |                                                    |               |      |        |                     |       |                 |                             |        |
| 1964    | 1, 21 juni          | Los Angeles Kickers (2)              | 4 – 2              | Philadelphia Ukrainians               |                                                    |               |      |        |                     |       |                 |                             |        |
| 1965    | 27 juni, 4 july     | New York Ukrainians                  | 5 – 2 (n.v)        | Chicago Hansa                         |                                                    |               |      |        |                     |       |                 |                             |        |
| 1966    | 22 mei, 5 juni      | Philadelphia Ukrainian Nationals (4) | 4 – 0              | Orange County                         |                                                    |               |      |        |                     |       |                 |                             |        |
| 1967    | 23 juli             | Greek American AA                    | 4 – 2              | Orange County                         | Eintracht Oval, Astoria, NY                        |               |      |        |                     |       |                 |                             |        |
| 1968    | 21, 28 juni         | Greek American AA (2)                | 2 – 1              | Chicago Olympic                       |                                                    |               |      |        |                     |       |                 |                             |        |
| 1969    | 29 juni             | Greek American AA (3)                | 1 – 0              | Montebello Armenians                  |                                                    |               |      |        |                     |       |                 |                             |        |
| 1970    | 3 mei               | Elizabeth                            | 2 – 1              | Los Angeles Croatia                   |                                                    |               |      |        |                     |       |                 |                             |        |
| 1971    | 16 mei              | New York Hota                        | 6 – 4              | San Pedro Yugoslavs                   |                                                    |               |      |        |                     |       |                 |                             |        |
| 1972    | 21 mei              | Elizabeth (2)                        | 1 – 0              | San Pedro Yugoslavs                   | Farcher's Grove Stadium, Union, NJ                 |               |      |        |                     |       |                 |                             |        |
| 1973    | 10 juni             | Maccabi Los Angeles                  | 5 – 3              | Inter-Italian                         | Rancho La Cienga Stadium, Los Angeles, CA          |               |      |        |                     |       |                 |                             |        |
| 1974    | 2 juni              | Greek American AA (4)                | 1 – 0              | Chicago Croatian                      |                                                    |               |      |        |                     |       |                 |                             |        |
| 1975    |                     | Maccabi Los Angeles (2)              | –                  | New York Inter-Giuliana               |                                                    |               |      |        |                     |       |                 |                             |        |
| 1976    |                     | San Francisco AC                     | –                  | New York Inter-Giuliana               |                                                    |               |      |        |                     |       |                 |                             |        |
| 1977    |                     | Maccabi Los Angeles (3)              | –                  | Philadelphia United German-Hungarians |                                                    |               |      |        |                     |       |                 |                             |        |
| 1978    |                     | Maccabi Los Angeles (4)              | 2 – 0              | Bridgeport Vasco da Gama              |                                                    |               |      |        |                     |       |                 |                             |        |
| 1979    |                     | Brooklyn Dodgers                     | 2 – 1              | Chicago Croatia                       |                                                    |               |      |        |                     |       |                 |                             |        |
| 1980    |                     | New York Pancyprian-Freedoms         | 3 – 2              | Maccabi Los Angeles                   |                                                    |               |      |        |                     |       |                 |                             |        |
| 1981    | datum               | Maccabi Los Angeles (5)              | 5 – 1              | Brooklyn Dodgers                      |                                                    |               |      |        |                     |       |                 |                             |        |
| 1982    |                     | New York Pancyprian-Freedoms (2)     | 4 – 3 (n.v.)       | Maccabee Los Angeles                  |                                                    |               |      |        |                     |       |                 |                             |        |
| 1983    |                     | New York Pancyprian-Freedoms (3)     | 4 – 3              | St. Louis Kutis                       |                                                    |               |      |        |                     |       |                 |                             |        |
| 1984    | 24 juni             | New York AO Krete                    | 4 – 2              | Chicago Croatian                      | St. Louis Soccer Park, Fenton, MO                  |               |      |        |                     |       |                 |                             |        |
| 1985    |                     | Greek-American AC                    | 2 – 1              | St. Louis Kutis                       |                                                    |               |      |        |                     |       |                 |                             |        |
| 1986    |                     | St. Louis Kutis (2)                  | 1 – 0              | San Pedro Yugoslavs                   |                                                    |               |      |        |                     |       |                 |                             |        |
| 1987    | 21 juni             | Washington Club España               | 0 – 0 (3 – 2 n.s.) | Seattle Mitre Eagles                  |                                                    |               |      |        |                     |       |                 |                             |        |
| 1988    | 25 juni             | St. Louis Busch Seniors              | 2 – 1 (n.v.)       | Greek-American AC                     | St. Louis Soccer Park, Fenton, MO                  |               |      |        |                     |       |                 |                             |        |
| 1989    | 8 juli              | St. Petersburg Kickers               | 2 – 1 (n.v.)       | Greek American AA                     | St. Louis Soccer Park, Fenton, MO                  |               |      |        |                     |       |                 |                             |        |
| 1990    | 28 juli             | AAC Eagles                           | 2 – 1              | Brooklyn Italians                     | Kuntz Stadium, Indianapolis, IN                    | 3.116         |      |        |                     |       |                 |                             |        |
| 1991    | 10 augustus         | Brooklyn Italians                    | 1 – 0              | Richardson Rockets                    | Brooklyn College Stadium, Brooklyn, NY             |               |      |        |                     |       |                 |                             |        |
| 1992    | 11 juli             | San José Oaks                        | 2 – 1              | Bridgeport Vasco da Gama              | Kuntz Stadium, Indianapolis, IN                    | 2.500         |      |        |                     |       |                 |                             |        |
| 1993    | 17 juli             | CD Mexico                            | 5 – 0              | United German-Hungarians              | Kuntz Stadium, Indianapolis, IN                    |               |      |        |                     |       |                 |                             |        |
| 1994    | 30 juli             | Greek-American AC (2)                | 3 – 0              | Bavarian Leinenkugel                  | UGH Field, Bucks County, PA                        | 400           |      |        |                     |       |                 |                             |        |
| 1995    | 27 augustus         | Richmond Kickers                     | 1 – 1 (4 – 2 n.s.) | El Paso Patriots                      | Soccorro Ind. School District Stadium, El Paso, TX | 7.378         |      |        |                     |       |                 |                             |        |
| 1996    | 30 oktober          | D.C. United                          | 3 – 0              | Rochester Rhinos                      | RFK Memorial Stadium, Washington D.C.              | 7.234         |      |        |                     |       |                 |                             |        |
| 1997    | 29 oktober          | Dallas Burn                          | 0 – 0 (5 – 3 n.s.) | D.C. United                           | Carroll Stadium, Indianapolis, IN                  | 9.766         |      |        |                     |       |                 |                             |        |
| 1998    | 30 oktober          | Chicago Fire                         | 2 – 1 (n.v.)       | Columbus Crew                         | Soldier Field, Chicago, IL                         | 18.615        |      |        |                     |       |                 |                             |        |
| 1999    | 14 september        | Rochester Rhinos                     | 2 – 0              | Colorado Rapids                       | Crew Stadium, Columbus, OH                         | 4.555         |      |        |                     |       |                 |                             |        |
| 2000    | 21 oktober          | Chicago Fire (2)                     | 2 – 1              | Miami Fusion                          | Soldier Field, Chicago, IL                         | 19.146        |      |        |                     |       |                 |                             |        |
| 2001    | 27 oktober          | LA Galaxy                            | 2 – 1 (n.v.)       | New England Revolution                | Titan Stadium, Fullerton, CA                       | 4.195         |      |        |                     |       |                 |                             |        |
| 2002    | 24 oktober          | Columbus Crew                        | 1 – 0              | LA Galaxy                             | Crew Stadium, Columbus, OH                         | 6.054         |      |        |                     |       |                 |                             |        |
| 2003    | 15 oktober          | Chicago Fire (3)                     | 1 – 0              | MetroStars                            | Giants Stadium, East Rutherford, NJ                | 5.183         |      |        |                     |       |                 |                             |        |
| 2004    | 22 september        | Kansas City Wizards                  | 1 – 0 (n.v.)       | Chicago Fire                          | Arrowhead Stadium, Kansas City, MO                 | 8.819         |      |        |                     |       |                 |                             |        |
| 2005    | 28 september        | LA Galaxy (2)                        | 1 – 0              | Dallas                                | Home Depot Center, Carson, CA                      |               |      |        |                     |       |                 |                             |        |
| 2006    | 27 september        | Chicago Fire (4)                     | 3 – 1              | LA Galaxy                             | Toyota Park, Bridgeview, IL                        | 8.151         |      |        |                     |       |                 |                             |        |
| 2007    | 3 oktober           | New England Revolution               | 3 – 2              | Dallas                                | Pizza Hut Park, Frisco, TX                         | 10.618        |      |        |                     |       |                 |                             |        |
| 2008    | 3 september         | D.C. United (2)                      | 2 – 1              | Charleston Battery                    | RFK Memorial Stadium, Washington D.C.              | 8.212         |      |        |                     |       |                 |                             |        |
| 2009    | 2 september         | Seattle Sounders                     | 2 – 1              | D.C. United                           | RFK Memorial Stadium, Washington D.C.              | 17.329        |      |        |                     |       |                 |                             |        |
| 2010    | 5 oktober           | Seattle Sounders (2)                 | 2 – 1              | Columbus Crew                         | Qwest Field, Seattle, WA                           | 31.311        |      |        |                     |       |                 |                             |        |
| 2011    | 4 oktober           | Seattle Sounders (3)                 | 2 – 0              | Chicago Fire                          | CenturyLink Field, Seattle, WA                     | 35.615        |      |        |                     |       |                 |                             |        |
| 2012    | 8 augustus          | Sporting Kansas City (2)             | 1 – 1 (3 – 2 n.s.) | Seattle Sounders                      | Livestrong Sporting Park, Kansas City, KS          | 18.873        |      |        |                     |       |                 |                             |        |
| 2013    | 1 oktober           | D.C. United (3)                      | 1 – 0              | Real Salt Lake                        | Rio Tinto Stadium, Sandy, UT                       | 17.608        |      |        |                     |       |                 |                             |        |
| 2014    | 16 september        | Seattle Sounders (4)                 | 3 – 1 (n.v.)       | Philadelphia Union                    | PPL Park, Chester, PA                              | 15.256        |      |        |                     |       |                 |                             |        |
| 2015    | 30 september        | Sporting Kansas City (3)             | 1 – 1 (7 – 6 n.s.) | Philadelphia Union                    | PPL Park, Chester, PA                              | 14.463        |      |        |                     |       |                 |                             |        |
| 2016    | 13 september        | Dallas (2)                           | 4 – 2              | New England Revolution                | Toyota Stadium, Frisco, TX                         | 16.612        |      |        |                     |       |                 |                             |        |
| 2017    | 20 september        | Sporting Kansas City (4)             | 2 – 1              | New York Red Bulls                    | Children's Mercy Park, Kansas City, KS             | 21.523        |      |        |                     |       |                 |                             |        |
| 2018    | 26 september        | Houston Dynamo                       | 3 – 0              | Philadelphia Union                    | BBVA Compass Stadium, Houston, TX                  | 16.060        |      |        |                     |       |                 |                             |        |
| 2019    | 27 augustus         | Atlanta United                       | 2 – 1              | Minnesota United                      | Mercedes-Benz Stadium, Atlanta, GA                 | 35.709        |      |        |                     |       |                 |                             |        |
| 2020    | Niet gehouden       | Niet gehouden                        | Niet gehouden      | Niet gehouden                         | Niet gehouden                                      | Niet gehouden |      |        |                     |       |                 |                             |        |
| 2021    | Niet gehouden       | Niet gehouden                        | Niet gehouden      | Niet gehouden                         | Niet gehouden                                      | Niet gehouden |      |        |                     |       |                 |                             |        |
| 2022    | 7 september         | Orlando City                         | 3 – 0              | Sacramento Republic                   | Exploria Stadium, Orlando, FL                      | 25.527        |      |        |                     |       |                 |                             |        |
| 2023    | 27 september        | Houston Dynamo (2)                   | 2 – 1              | Inter Miami                           | DRV PNK Stadium, Fort Lauderdale, FL               | 20.288        |      |        |                     |       |                 |                             |        |
| 2024    | 25 september        | Los Angeles                          | 3 – 1 (n.v.)       | Sporting Kansas City                  | BMO Stadium, Los Angeles, CA                       | 22.214        |      |        |                     |       |                 |                             |        |
| 2025    |                     |                                      | –                  |                                       |                                                    |               |      |        |                     |       |                 |                             |        |

## Naar staten
| Staat           | X  | Bekerzeges in: |
| --------------- | -- | --- |
| New York        | 26 | 1914, 1921, 1928, 1992, 1937, 1939, 1943, 1944,1945, 1951, 1954, 1955, 1962, 1965, 1967, 1968, 1969, 1971, 1974, 1979, 1980, 1982, 1983, 1984, 1991, 1999 |
| Californië      | 16 | 1958, 1959, 1964, 1973, 1975, 1976, 1977, 1978, 1981, 1985, 1992, 1993, 1994, 2001, 2005, 2024                                                            |
| Pennsylvania    | 14 | 1915, 1916, 1918, 1919, 1926, 1936, 1942, 1949, 1952, 1956, 1960, 1961, 1963, 1966                                                                        |
| Missouri        | 13 | 1920, 1922, 1933, 1934, 1935, 1948, 1957, 1986, 1988, 2004, 2012, 2015, 2017                                                                              |
| Massachusetts   | 10 | 1917, 1024, 1925, 1927, 1930, 1931, 1932, 1947, 1950, 2007                                                                                                |
| Illinois        | 09 | 1939, 1940, 1946, 1953, 1990, 1998, 2000, 2003, 2006 |
| Texas           | 05 | 1997, 2013, 2016, 2018, 2023 |
| Washington      | 04 | 2009, 2010, 2011, 2014 |
| New Jersey      | 03 | 1923, 1970, 1972 |
| Washington D.C. | 03 | 1987, 1996, 2008 |
| Florida         | 02 | 1989, 2022 |
| Maryland        | 01 | 1940 |
| Rhode Island    | 01 | 1941 |
| Virginia        | 01 | 1995 |
| Ohio            | 01 | 2002 |
| Georgia         | 01 | 2019 |